# WIHOGA Dortmund

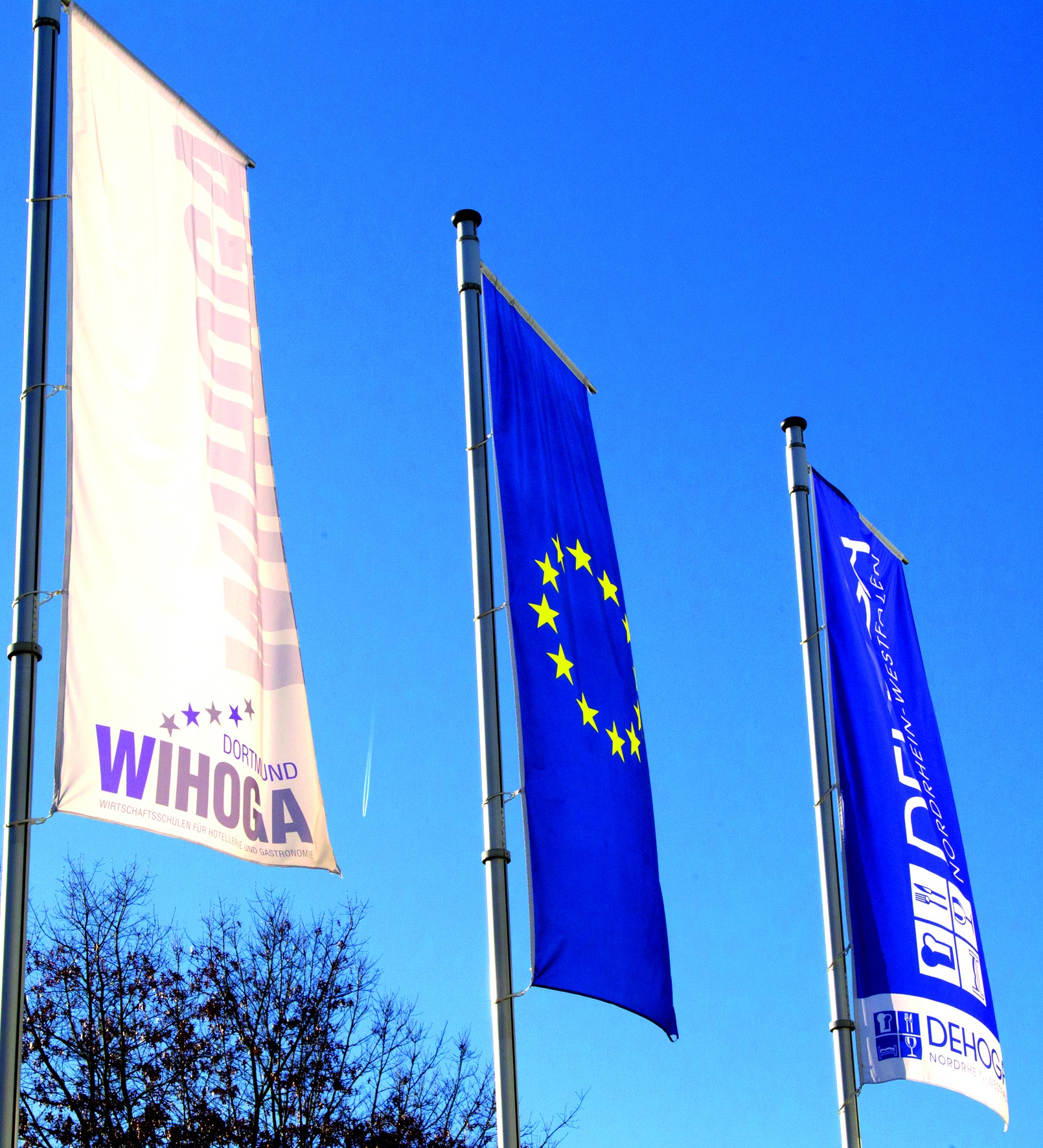
Flaggen der WIHOGA

Das Berufskolleg WIHOGA Dortmund, Private Wirtschaftsschulen für Hotellerie, Gastronomie, Handel und Dienstleistungen, bietet Aus- und Weiterbildungsmöglichkeiten in Dortmund an. Die WIHOGA ist eine staatlich anerkannte Ersatzschule mit den Schulformen Hotelberufsfachschule, Wirtschaftsgymnasium und Wirtschaftsfachschule für das Hotel- und Gaststättengewerbe und für den Modehandel.

## Geschichte
Im Jahre 1955 gründete der Landesverein DEHOGA NRW einen Schulverein, der Träger dieser Schule ist. Mit der Eröffnung im November 1959 wurde der erste Grundstein für die Aus- und Weiterbildungsmöglichkeiten im Bereich der Hotellerie und Gastronomie gelegt. Aus dieser Hotelfachschule wurde 1971 die Wirtschaftsfachschule (WIHOGA) und seitdem wird hier der Studiengang staatlich geprüfter Betriebswirt (Fachrichtung Hotellerie und Gastronomie) angeboten, welcher bis heute das Aushängeschild dieser Fachschule ist. Im Laufe der Zeit wurde das Angebot erweitert und die Hotelberufsfachschule für die berufliche Grundausbildung entstand. Der Zusatzstudiengang „Catering Management“, welcher mit dem Innovationspreis ausgezeichnet wurde, entstand. Außerdem haben Studierende nach dem Abschluss staatlich geprüfter Betriebswirt die Möglichkeit ein MBA-Studium in den USA an der Johnson & Wales University, Providence, Rhode Island, zu absolvieren.
Auch Berufstätige haben seit 2004 die Möglichkeit die berufsbegleitenden Sommerkurse zu belegen, diese wurden im Laufe der Zeit zu der Sommerakademie. Hier werden qualifizierte Kurse angeboten.

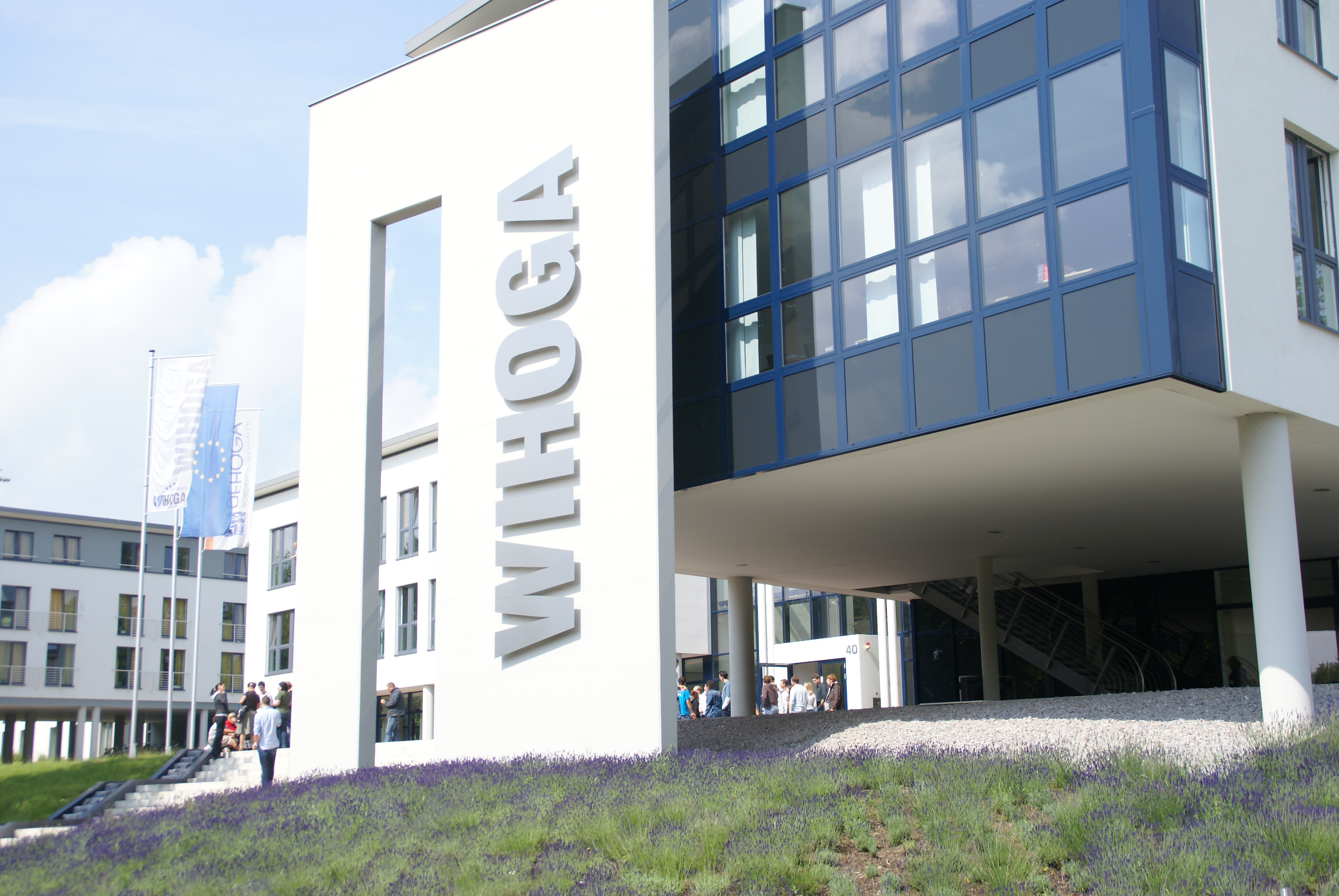
Campus der Wirtschaftsschulen für Hotellerie, Gastronomie, Handel und Dienstleistungen

 Seit 2007 befindet sich der neugebaute Schulcampus gegenüber dem Rombergpark.
Mit dem Neubau wurden zahlreiche neue Bildungsgänge sowie zusätzliche Bildungsangebote geschaffen.
Seit 2016 verfolgt die WIHOGA Dortmund eine Wachstumsstrategie durch Diversifikation, um auch in Zukunft marktgerechte Bildungsgänge für den Dienstleistungssektor anbieten zu können. 2016 wurde die Schulbezeichnung entsprechend erweitert und schließt jetzt auch Bildungsgänge für den Handel und weitere Dienstleistungen ein.
Im April 2023 wurde das erst im Jahr 2007 in Betrieb genommene Schulgebäude an die IHK Dortmund verkauft. Nach notwendigen Investitionen und Umbauten könnte voraussichtlich im Frühjahr 2024 der IHK-Betrieb starten. Das Gebäude soll dann als Prüfungs-, Veranstaltungs- und Weiterbildungszentrum dienen, in dem die Wihoga Untermieter und Kooperationspartner bleibt. Die Wihoga als Marke und Trägerverein wird nicht aufgelöst.
Schulleiter ist Harald Becker.

## Standort
Die Schule liegt im Süden Dortmunds, im Ortsteil Brünninghausen, gegenüber dem Rombergpark.

## Schulformen
Die WIHOGA Dortmund besteht aus den Bildungsgängen Hotelberufsfachschule, Wirtschaftsgymnasium (E-Commerce, Hospitality Business, Mode- und Luxusmanagement), Hospitality Management-Assistent und den Wirtschaftsfachschule für das Hotel- und Gaststättengewerbe.

## Schulverein
Als Träger der WIHOGA ist der Schulverein für das Hotel- und Gaststättengewerbe NRW e.V. eingetragen, der 1959 die WIHOGA Dortmund als Ersatzschule (Schule in freier Trägerschaft mit staatlichen Abschlüssen) gegründet hat. Der Schulträgerverein ist eng verbunden mit dem DEHOGA NRW.

## Allgemeine Angebote
Die WIHOGA Dortmund ändert ihr Geschäftsmodell grundlegend. Ab Anfang 2025 soll sie Innovationstreiber für die Hospitality Industrie sein.

### Hotelberufsfachschule
Hier konnten erste Erfahrungen im Rahmen einer Grundausbildung in allen gastgewerblichen Ausbildungsberufen: Koch/Köchin, Hotelfachmann/-frau und Restaurantfachmann/-frau, Hotelkaufmann/-frau und Fachmann/Fachfrau für Systemgastronomie gemacht werden.
In der ein- oder zweijährigen Grundausbildung, welche zu 50 % in der Praxis und zu 50 % in der Theorie durchgeführt wurden, konnten fundiertes „Know How“, sowie erste Arbeitsabläufe vermittelt werden. Die Berufsfachschüler arbeiteten im hauseigenen Restaurant, sowie in der hauseigenen Küche. Hier kreierten sie Menüs und waren für die Bewirtung und Verpflegung der Schüler und Studierenden zuständig.

### Wirtschaftsgymnasium E-Commerce oder Hospitality Business oder Mode- und Luxusmanagement
Das Wirtschaftsgymnasium ermöglichte es Schülern mit Qualifikation für den Besuch der gymnasialen Oberstufe, ein Voll-Abitur zu erwerben. Mit dem Besuch des Wirtschaftsgymnasiums an der WIHOGA Dortmund konnten sich Schüler frühzeitig im Berufsfeld E-Commerce, Hospitality Business bzw. Mode- und Luxusmanagement orientieren und qualifizieren. Innerhalb von drei Jahren erwarben die Schüler die allgemeine Hochschulreife und konnten erste berufliche Kenntnisse sammeln.

### Hospitality Management-Assistent
Für (Fach-)Abiturienten wurde die zweijährige vollzeitschulische Berufsausbildung zum Hospitality Management-Assistent (inkl. 20 Wochen Praktikumsphasen im Hotel) angeboten.

### Wirtschaftsfachschule Hotellerie und Gastronomie
Studierende mit einer abgeschlossenen Ausbildung im Gastgewerbe und einer mindestens einjähriger Berufserfahrung hatten die Möglichkeit innerhalb von vier Semestern den Abschluss Staatlich geprüfter Betriebswirt (Fachrichtung Hotellerie und Gastronomie) zu erwerben. Der Abschluss staatlich geprüfter Betriebswirt (= Bachelor Professional) ist der höchste Bildungsabschluss, den man an einem Berufskolleg erwerben kann.

### Doppelqualifikation Staatl. gepr. Betriebswirt & Bachelor of Arts in Business Management
Der Abschluss der Hotelfachschule ist im Deutschen Qualifikationsrahmen für lebenslanges Lernen (DQR) und im Europäischen Qualifikationsrahmen (EQF) der Stufe 6 zugeordnet und entspricht damit dem Niveau eines Bachelorabschlusses (= Bachelor Professional in Wirtschaft); allerdings sind mit ihm nicht dieselben Berechtigungen verbunden.
Die Studierenden der beiden Wirtschaftsfachschulen an der WIHOGA Dortmund konnten ein nahezu paralleles Bachelorstudium während der Schulzeit an der WIHOGA absolvieren. Dies war möglich durch die Kooperation mit der Akademie für Unternehmensmanagement (AFUM) und der staatlichen britischen Buckinghamshire New University.

### Master of Business Administration
Mit einer Dauer von drei bis sechs Semestern hatten Studierende die Möglichkeit, einen Abschluss als Master of Business Administration (MBA) zu erwerben. Voraussetzungen für dieses Master-Studium sind einschlägige Berufserfahrung, sowie der Abschluss staatlich geprüfter Betriebswirt. Das Studium wurde in Zusammenarbeit mit der britischen Hochschule Buckinghamshire New University in Monheim durchgeführt.

### WIHOGA-Sommerakademie
In einer Woche innerhalb der Sommerferien wurden praxisorientierte Seminare für Führungskräfte angeboten. In diesen eintägigen, halbtägigen oder wöchentlichen Workshops wurden aktuelle Entwicklungen am Markt besprochen und ausgearbeitet, sodass die Teilnehmer dieses Wissen in den Betrieben umsetzten konnten.

### Wohnheim und Verpflegung
Neben dem Schulgebäude befindet sich das Wohnheim, das 150 Einzelzimmer bot. Unter der Woche stand den Bewohnern das von den Berufsfachschülern bewirtschaftete Schulrestaurant zum Frühstück, Mittag- und Abendessen zur Verfügung. An Wochenenden sowie in den Ferien hatten die Studierenden die Möglichkeit, sich in einem der Gemeinschaftsräume selbst zu verpflegen.